# Lake Eucumbene
Lake Eucumbene är en sjö i Australien. Den ligger i delstaten New South Wales, i den sydöstra delen av landet, omkring 340 kilometer sydväst om delstatshuvudstaden Sydney. Arean är 145 kvadratkilometer. 
Trakten runt Lake Eucumbene består i huvudsak av gräsmarker. Runt Lake Eucumbene är det mycket glesbefolkat, med 3 invånare per kvadratkilometer. Genomsnittlig årsnederbörd är 1 117 millimeter. Den regnigaste månaden är februari, med i genomsnitt 168 mm nederbörd, och den torraste är juli, med 51 mm nederbörd.